# مانترووز (آیووا)
مانترووز (به انگلیسی: Montrose) شهری در ایالت آیووا کشور ایالات متحده آمریکا است که جمعیت آن در سرشماری سال ۲۰۱۰ میلادی، ۸۹۸ نفر بوده‌است.